# San Pedro La Laguna
San Pedro La Laguna («San Pedro»: en honor a su santo patrono Pedro Apóstol; «La Laguna»: por su ubicación geográfica) es un municipio del departamento de Sololá de la región sur-occidente de la República de Guatemala.
Durante la época precolombina era un asentamiento del pueblo tzutujil; luego de la conquista de Guatemala en la década de 1520, el poblado fue fundado por el fraile franciscano Pedro de Betanzos aproximadamente en 1550 como «San Pedro de Patzununá» y en el siglo XVII fue parte de la encomienda de Atitlán, que estuvo a cargo de los descendientes del conquistador español Sancho de Barahona.
Luego de la Independencia de Centroamérica en 1821, pasó a formar parte del departamento de Sololá/Suchitepéquez; y en 1838 fue parte del efímero Estado de Los Altos hasta que este fue reincorporado al Estado de Guatemala por el general conservador Rafael Carrera en 1840.  San Pedro fue adjudicado al departamento de Sololá por Acuerdo Gubernativo 72, de fecha 12 de agosto de 1872 del gobierno de facto del presidente provisional Miguel García Granados.
En 2005 la tormenta Stan afectó la región de Sololá, pero San Pedro fue uno de los municipios menos impactados.

## Toponimia
Se desconoce la fecha exacta de fundación del poblado, aunque se sabe que ya existía un asentamiento en la localidad poblado por personas del pueblo tzutujil. El poblado moderno fue fundado por el fraile franciscano Pedro de Betanzos más o menos en los años 1547 y 1550 y fue conocido con el topónimo de «San Pedro de Patzununá».
El nombre de «San Pedro» fue utilizado en honor a San Pedro Apóstol; el municipio fue llamado «La Laguna» al igual que los otros municipios que tienen el mismo nombre a partir de 1643, debido a que el visitador Antonio Lara habría ordenado que todos los apellidos indígenas y los lugares geográficos fueran castellanizados.

## Demografía
El municipio tiene una población aproximada de 11 122 habitantes según el censo de población de 2018, con una densidad de 463 personas por kilómetro cuadrado y la totalidad de pobladores son de la etnia Tz'utujil.

## División política
Cuenta con un total de seis cantones que son: Pacuchá, Chuacanté, Chuasanahí, Tzanjay, Xepacoral y Bella Vista.

## Geografía física
El municipio tiene una extensión territorial de 24 km².

### Clima
La cabecera municipal de San Pedro La Laguna tiene clima tropical; (Clasificación de Köppen: Aw).
| Parámetros climáticos promedio de San Pedro La Laguna | Parámetros climáticos promedio de San Pedro La Laguna | Parámetros climáticos promedio de San Pedro La Laguna | Parámetros climáticos promedio de San Pedro La Laguna | Parámetros climáticos promedio de San Pedro La Laguna | Parámetros climáticos promedio de San Pedro La Laguna | Parámetros climáticos promedio de San Pedro La Laguna | Parámetros climáticos promedio de San Pedro La Laguna | Parámetros climáticos promedio de San Pedro La Laguna | Parámetros climáticos promedio de San Pedro La Laguna | Parámetros climáticos promedio de San Pedro La Laguna | Parámetros climáticos promedio de San Pedro La Laguna | Parámetros climáticos promedio de San Pedro La Laguna | Parámetros climáticos promedio de San Pedro La Laguna |
| Mes                                                   | Ene.                                                  | Feb.                                                  | Mar.                                                  | Abr.                                                  | May.                                                  | Jun.                                                  | Jul.                                                  | Ago.                                                  | Sep.                                                  | Oct.                                                  | Nov.                                                  | Dic.                                                  | Anual                                                 |
| ----------------------------------------------------- | ----------------------------------------------------- | ----------------------------------------------------- | ----------------------------------------------------- | ----------------------------------------------------- | ----------------------------------------------------- | ----------------------------------------------------- | ----------------------------------------------------- | ----------------------------------------------------- | ----------------------------------------------------- | ----------------------------------------------------- | ----------------------------------------------------- | ----------------------------------------------------- | ----------------------------------------------------- |
| Temp. máx. media (°C)                                 | 26.8                                                  | 26.4                                                  | 27.1                                                  | 26.3                                                  | 26.0                                                  | 23.5                                                  | 25.0                                                  | 24.8                                                  | 24.5                                                  | 25.4                                                  | 26.2                                                  | 26.4                                                  | 25.7                                                  |
| Temp. media (°C)                                      | 20.0                                                  | 19.5                                                  | 20.3                                                  | 20.1                                                  | 20.3                                                  | 19.0                                                  | 19.7                                                  | 19.4                                                  | 19.3                                                  | 20.0                                                  | 20.0                                                  | 19.6                                                  | 19.8                                                  |
| Temp. mín. media (°C)                                 | 13.3                                                  | 12.7                                                  | 13.6                                                  | 14.0                                                  | 14.6                                                  | 14.5                                                  | 14.5                                                  | 14.1                                                  | 14.2                                                  | 14.6                                                  | 13.9                                                  | 12.9                                                  | 13.9                                                  |
| Precipitación total (mm)                              | 7                                                     | 28                                                    | 31                                                    | 67                                                    | 181                                                   | 462                                                   | 266                                                   | 273                                                   | 457                                                   | 291                                                   | 50                                                    | 22                                                    | 2135                                                  |
| Fuente: Climate-Data.org                              |                                                       |                                                       |                                                       |                                                       |                                                       |                                                       |                                                       |                                                       |                                                       |                                                       |                                                       |                                                       |                                                       |

### Ubicación geográfica
El municipio se encuentra a una distancia de 56 km de la cabecera departamental Sololá y a 178 km de la ciudad de Guatemala. 
- Norte: San Juan La Laguna, municipio del departamento de Sololá
- Sur: Santiago Atitlán y Chicacao, municipios del departamento de Suchitepéquez
- Este: Lago de Atitlán y Santiago Atitlán, municipio del departamento de Sololá
- Oeste: San Juan La Laguna y Chicacao, municipios del departamento de Suchitepéquez[11]

|                                    | Norte: San Juan La Laguna      |                                        |
| Oeste: San Juan La Laguna Chicacao |                                | Este: Lago de Atitlán Santiago Atitlán |
|                                    | Sur: Santiago Atitlán Chicacao |                                        |

## Gobierno municipal
Los municipios se encuentran regulados en diversas leyes de la República, que establecen su forma de organización, lo relativo a la conformación de sus órganos administrativos y los tributos destinados para los mismos.  Aunque se trata de entidades autónomas, se encuentran sujetos a la legislación nacional y las principales leyes que los rigen desde 1985 son:
| N.º | Ley                                                | Descripción |
| --- | -------------------------------------------------- | --- |
| 1   | Constitución Política de la República de Guatemala | Tiene una regulación legal específica para los municipios en los artículos 253 al 262. |
| 2   | Ley Electoral y de Partidos Políticos              | Ley de carácter constitucional aplicable a los municipios en el tema de la conformación de sus autoridades electas. |
| 3   | Código municipal                                   | Decreto 12-2002 del Congreso de la República de Guatemala. Tiene la categoría de ley ordinaria y contiene preceptos generales aplicables a todos los municipios, e inclusive contiene legislación referente a la creación de los municipios.             |
| 4   | Ley de Servicio Municipal                          | Decreto 1-87 del Congreso de la República de Guatemala. Regula las relaciones entra la municipalidad y los servidores públicos en materia laboral. Tiene su base constitucional en el artículo 262 de la constitución que ordena la emisión de la misma. |
| 5   | Ley General de Descentralización                   | Decreto 14-2002 del Congreso de la República de Guatemala. Regula el deber constitucional del Estado, y por ende del municipio, de promover y aplicar la descentralización y desconcentración económica y administrativa.                                |

El gobierno de los municipios está a cargo de un Concejo municipal mientras que el código municipal —ley ordinaria que contiene disposiciones que se aplican a todos los municipios— establece que «el concejo municipal es el órgano colegiado superior de deliberación y de decisión de los asuntos municipales […] y tiene su sede en la circunscripción de la cabecera municipal»; el artículo 33 del mencionado código establece que «[le] corresponde con exclusividad al concejo municipal el ejercicio del gobierno del municipio».
El concejo municipal se integra con el alcalde, los síndicos y concejales, electos directamente por sufragio universal y secreto para un período de cuatro años, pudiendo ser reelectos.
Existen también las Alcaldías Auxiliares, los Comités Comunitarios de Desarrollo (COCODE), el Comité Municipal del Desarrollo (COMUDE), las asociaciones culturales y las comisiones de trabajo. Los alcaldes auxiliares son elegidos por las comunidades de acuerdo a sus principios y tradiciones, y se reúnen con el alcalde municipal el primer domingo de cada mes, mientras que los Comités Comunitarios de Desarrollo y el Comité Municipal de Desarrollo organizan y facilitan la participación de las comunidades priorizando necesidades y problemas.
Los alcaldes que ha habido en el municipio son:
- 2012-2016: Diego Ixmatá González[13]
- 2016-2020: Edwin Mauricio Méndez Puac[14]
- 2020-2024: Edwin Mauricio Méndez Pua[15]

En 2023, Cándida González Chipir fue elegida alcaldesa de San Pedro La Laguna (asumirá el cargo en 2024). Se convierte así en la primera mujer maya en ocupar este cargo en Centroamérica.

## Historia

### Fundación de la encomienda
Después de la conquista del altiplano guatemalteco en 1524, se inició la etapa de fundación de encomiendas, para lo que se aglutinaban a las personas que acompañaban a los españoles con encomiendas o a algunas poblaciones dispersas que habían huido de la ocupación.  En algunas ocasiones se aglutinaban a personas hablantes de un mismo idioma o simplemente eran traídos de otros lugares para formar los nuevos poblados. Las fundaciones fueron ordenadas en 1538 a instancias del Obispo Francisco Marroquín por cédula que tuvo que reiterarse en 1541. El Oidor Juan Rogel Vásquez fue enviado por la Audiencia para hacer realidad la fundación de pueblos, encomendando éste a los religiosos de las órdenes regulares conocedores de los idiomas indígenas para dirigir la reducción, centrando su atención en las cabeceras de los señoríos.
Las encomiendas no solamente organizaban a la población indígena como mano de obra forzada sino que era una manera de recompensar a aquellos españoles que se habían distinguido por sus servicios y de asegurar el establecimiento de una población española en las tierras recién descubiertas y conquistadas.  También servían como centro de culturización y de evangelización obligatoria pues los indígenas eran reagrupados por los encomenderos en pueblos llamados «Doctrinas», donde debían trabajar y recibir la enseñanza de la doctrina cristiana a cargo de religiosos de las órdenes regulares, y encargarse también de la manutención de los frailes.  El encomendero a cargo de la región de Atitlán fue el conquistador Sancho de Barahona, luego de la muerte de Pedro de Alvarado.
En 1623 Pedro Núñez de Barahona —nieto del encomendero original Sancho de Barahona— tomó posesión oficial de la encomienda de Atitlán, comprendida por los pueblos de Santiago Atitlán, San Lucas Tolimán, San Pedro La Laguna, San Juan La Laguna, San Pablo La Laguna, Santa María Visitación, Santa Cruz La Laguna y San Marcos La Laguna, así como poblados que pertenecen al moderno departamento de Suchitepéquez.

### Tras la Independencia de Centroamérica

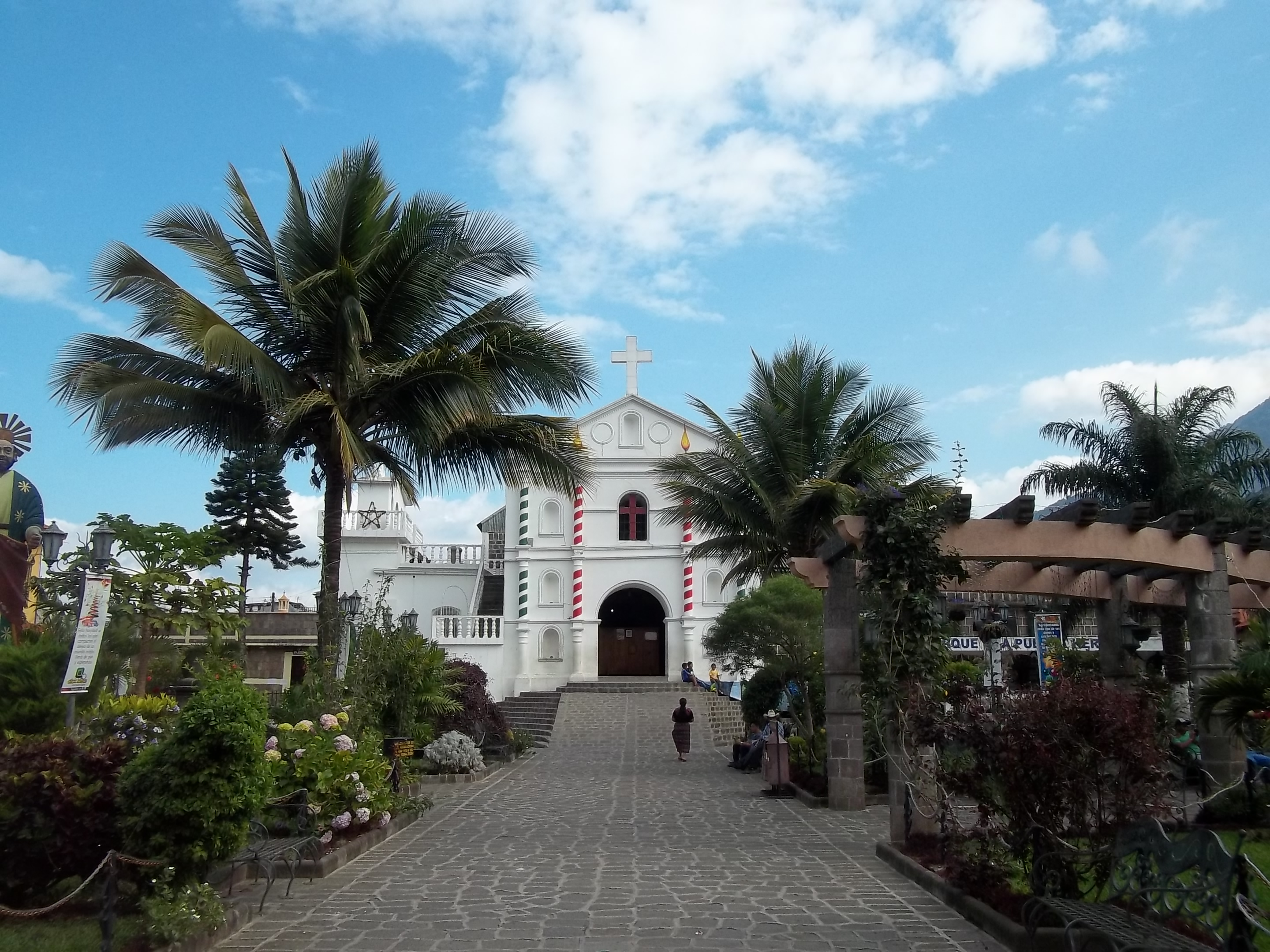
Iglesia de San Pedro La Laguna, en 2015.

Tras la Independencia de Centroamérica según el Decreto del 11 de octubre de 1825 del Estado de Guatemala, el poblado fue asignado al Circuito de Atitlán, en el distrito N.º 11 {Suchitepéquez) para la impartición de justicia; junto a San Pedro estaban en ese distrito Atitlán, Tolimán, Patulul, Santa Clara, la Visitación, San Pablo, San Marcos, San Miguelito, San Juan de los Leprosos y Santa Bárbara de La Costilla y La Grande.

### El efímero Estado de Los Altos

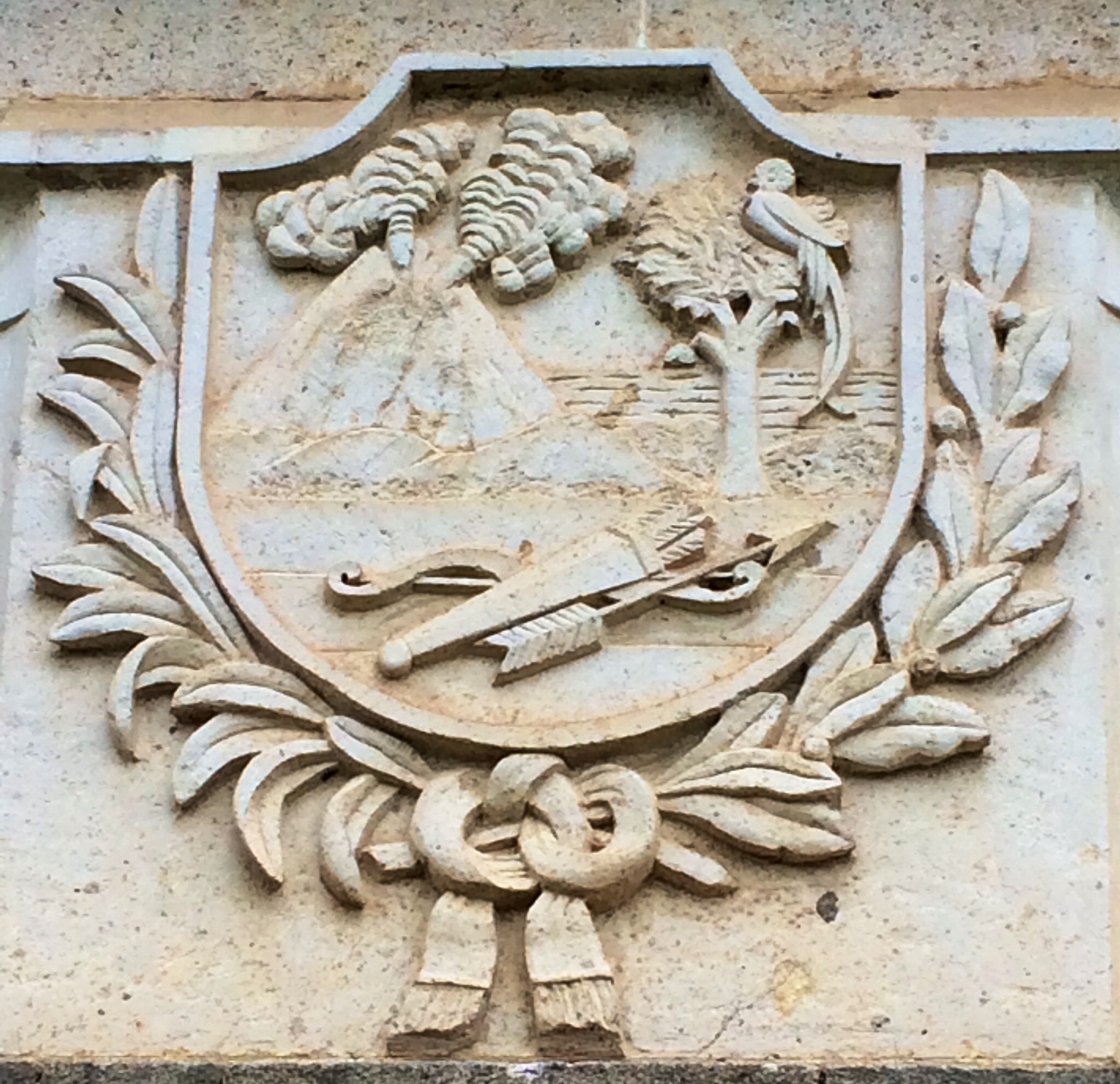
Escudo del Estado de los Altos

A partir del 3 de abril de 1838, San Pedro La Laguna fue parte de la región que formó el efímero Estado de Los Altos y que forzó a que el Estado de Guatemala se reorganizara en siete departamentos y dos distritos independientes el 12 de septiembre de 1839: 
- Departamentos: Chimaltenango, Chiquimula, Escuintla, Guatemala, Mita, Sacatepéquez, y Verapaz
- Distritos: Izabal y Petén[7]

La región occidental de la actual Guatemala había mostrado intenciones de obtener mayor autonomía con respecto a las autoridades de la ciudad de Guatemala desde la época colonial, pues los criollos de la localidad consideraban que los criollos capitalinos que tenían el monopolio comercial con España no les daban un trato justo.  Pero este intento de secesión fue aplastado por el general Rafael Carrera, quien reintegró al Estado de Los Altos al Estado de Guatemala en 1840.

### Tras la Reforma Liberal de 1871
Luego de la Reforma Liberal de 1871, el presidente de facto provisiorio Miguel García Granados dispuso crear el departamento de Quiché para mejorar la administración territorial de la República dada la enorme extensión del territorio de los departamentos de Totonicapán/Huehuetenango y de Sololá/Suchitepéquez. De esta cuenta, el 12 de agosto de 1872 el departamento de Sololá/Suchitepéquez perdió sus distritos de la Sierra y de Quiché y se vio reducido únicamente a los poblados de San Pedro, villa de Sololá, San José Chacallá, Panajachel, Concepción, San Jorge, Santa Cruz, Santa Lucía Utatlán, Santa Clara, Santa Bárbara, San Juan de los Leprosos, Visitación, San Antonio Palopó, San Juan, San Pablo, San Marcos, Atitlán, San Lucas Tolimán, San Andrés Semetabaj, Santa Catarina Palopó y Patulul.

### Creación del municipio
En el siglo xx se les entregó a los pobladores los derechos del territorio el 4 de junio de 1925.

### SigloXXI: tormenta Stan

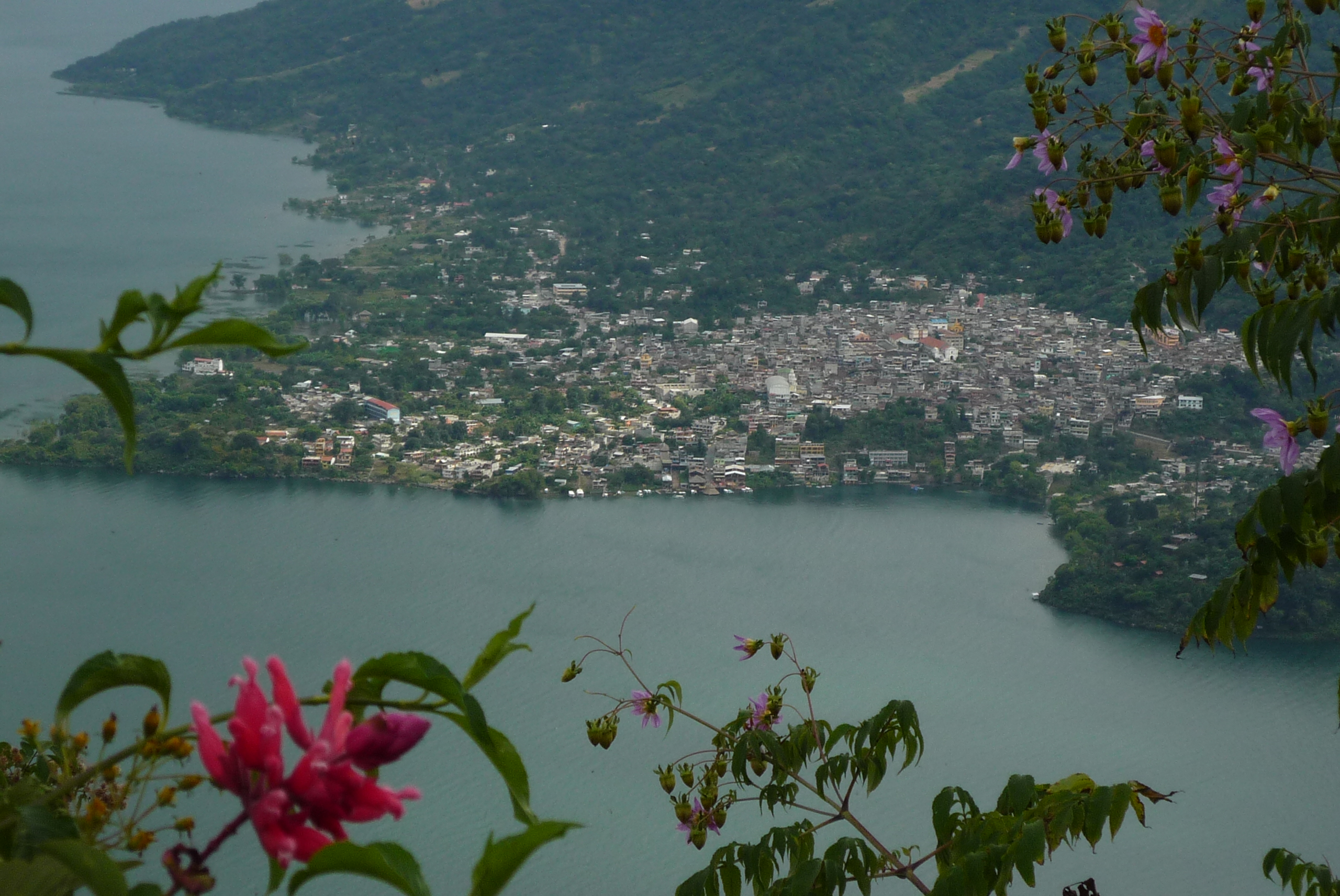
San Pedro La Laguna en 2012.

El huracán Stan, azotó Guatemala como huracán de categoría I en los primeros días de octubre de 2005 y causó daños y pérdidas al país por unos mil millones de dólares, según un estudio de la Comisión Económica para América Latina y el Caribe (CEPAL). De acuerdo al informe, el huracán afectó directamente a catorce de los veintidós departamentos de Guatemala; además, provocó seiscientos setenta muertos, ochocientos cincuenta desaparecidos y tres millones y medio de damnificados.
Las lluvias continuas pusieron al descubierto el desastre medioambiental de Guatemala: las deforestadas montañas no soportaron los bolsones agua y humedad que en esos días se formaron provocando derrumbes y deslaves. La mayoría de los ríos que brotan en las depredadas montañas de la bocacosta, con sus cuencas casi sin vegetación y la pérdida de profundidad en sus causes, provocó que se desbordaran e inundaran amplias regiones cultivadas y decenas de comunidades rurales y cabeceras municipales en la franja costera del país. En la altiplanicie central y occidental, capas y pliegues de cerros y volcanes se derrumbaron destruyendo cientos de viviendas y la tragedia humana. De la parte alta de la cuenca del lago de Atitlán, los deslaves fueron continuos, arrastrando lodo, piedras, rocas y arena. El lago, que normalmente recibe las aguas negras de doce cabeceras municipales, fue inundado con un gran volumen de desechos que flotaron durante varios días.
El municipio de San Pedro La Laguna fue uno de los menos afectados por la tormenta.

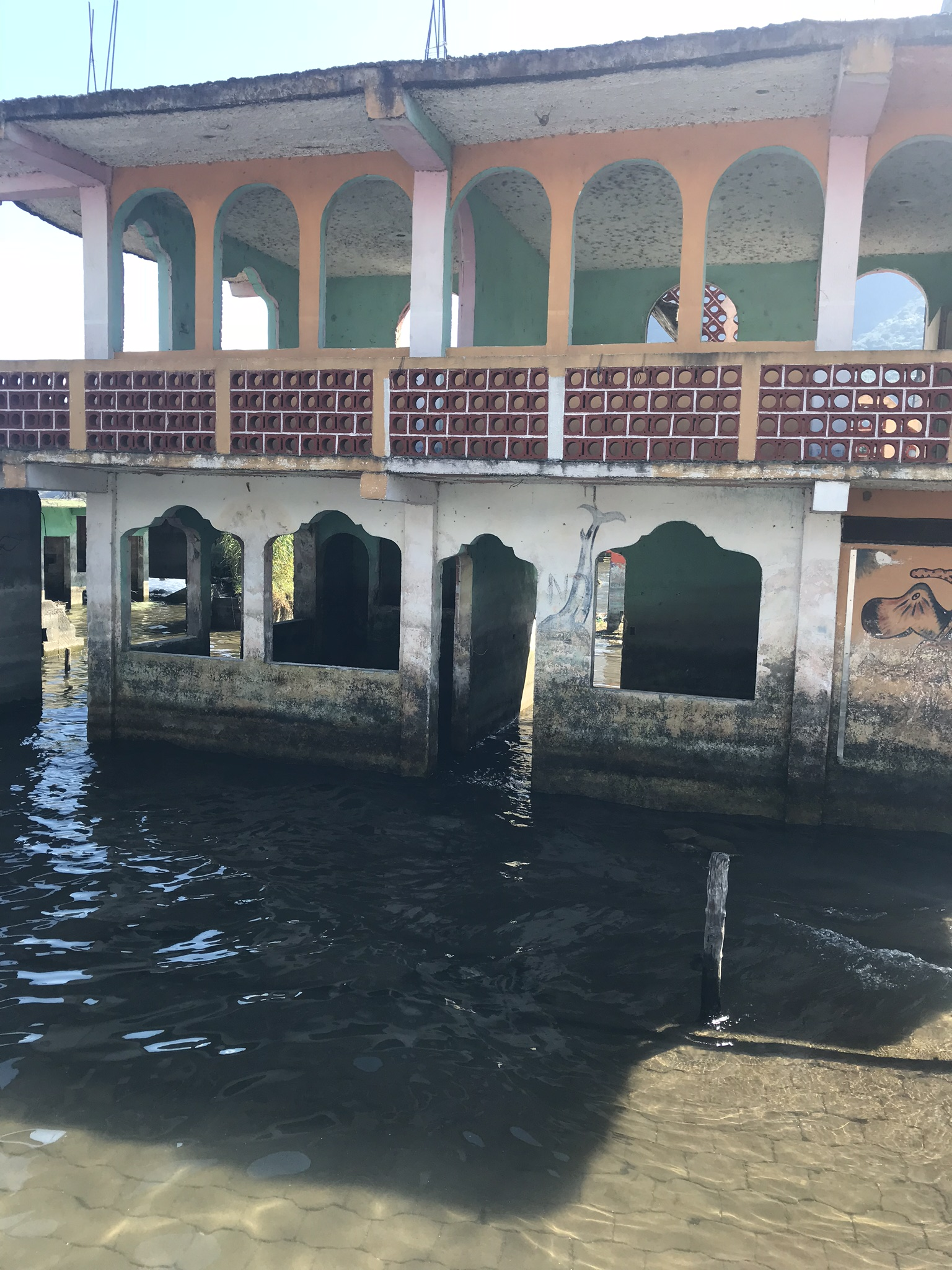
Construcción en deterioro a orillas del Lago Atitlán en San Pedro La Laguna